# Folketingswahl 2022
- Ø: 9
- F: 15
- Å: 6
- A: 50
- B: 7
- Färöer/Grönland: 4
- M: 16
- V: 23
- C: 10
- I: 14
- Æ: 14
- O: 5
- D: 6

Die Folketingswahl 2022 war die 71. Wahl zum dänischen Parlament Folketing. Sie fand im eigentlichen Dänemark und in Grönland am 1. November 2022 statt. Auf den Färöern wurde sie auf Bitte des färöischen Løgmaður um einen Tag vorgezogen.
Bei den Wahlen erreichte im eigentlichen Dänemark (ohne Färöer und Grönland) der sogenannte „rote Block“ aus sozialistischen, sozialliberalen und grünen Parteien 87 Sitze im Folketing, darunter die Socialdemokraterne der bislang amtierenden Ministerpräsidentin Mette Frederiksen. Der „blaue Block“ aus konservativen, wirtschaftsliberalen und rechtspopulistischen Parteien erhielt 72 Sitze, darunter die erstmalig angetretenen Danmarksdemokraterne. Nicht zu einem dieser beiden Blöcke gerechnet wurden die Moderaterne (16 Sitze) – eine vom ehemaligen Ministerpräsidenten Lars Løkke Rasmussen neu gegründete Partei, die eine Regierung der Mitte anstrebte und damit bei unklaren Mehrheitsverhältnissen zum Zünglein an der Waage zwischen den beiden Blöcken geworden wäre. 
Obwohl der rote Block mit den beiden grönländischen und einem der färöischen Abgeordneten eine knappe Mehrheit von 90 Sitzen im Folketing gehabt hätte, schlossen die Sozialdemokraten schließlich eine Koalition über die traditionellen Blockgrenzen hinaus. Der Regierung Frederiksen II gehören neben den Sozialdemokraten auch Minister der liberalen Venstre und der Moderaterne an.

## Wahlmodus
Von den 179 Abgeordneten wurden 175 in Dänemark, zwei auf den Färöern und zwei in Grönland gewählt. Es handelte sich um eine Verhältniswahl, wobei sich die dänischen Mandate wie folgt aufteilen: 135 Wahlkreismandate, welche auf die zehn Wahlkreise aufgeteilt und dann dort regional vergeben wurden, sowie 40 Ausgleichsmandate die abschließend landesweit vergeben wurden, wobei eine Zwei-Prozent-Hürde galt.
Während in Dänemark und auf Grönland am 1. November gewählt wurde, wurde die Wahl auf den Färöern auf Bitte des färöischen Løgmaður unter Berücksichtigung des Gedenktages für auf See gestorbene Färinger um einen Tag auf den 31. Oktober 2022 vorgezogen. Unter Verweis auf die dänische Verfassung, welche in § 32 festsetzt, dass eine Legislatur maximal vier Jahre umfassen darf, wäre der späteste Wahltermin der 4. Juni 2023 gewesen.

## Ausgangslage

### Folketingswahl 2019
Bei der Folketingswahl 2019 gewannen Socialdemokraterne mit fast 26 Prozent der Stimmen. Neben ihnen zogen noch neun weitere Parteien in das Parlament ein, unter anderem die Dansk Folkeparti, die über 12 Prozent Verluste hinnehmen musste und den zweiten Platz an die liberale Partei Venstre abgeben musste.
Am 25. Juni 2019 vereinbarten die Socialdemokraterne, die Socialistisk Folkeparti, die Enhedslisten – de rød-grønne und die Radikale Venstre die Wahl von Mette Frederiksen zur Ministerpräsidentin.
Am 27. Juni wurde das neue Kabinett vorgestellt, das jedoch nur aus Politikern der Socialdemokraterne besteht. Die Minderheitsregierung wird von den anderen drei Parteien, die Frederiksen zur Ministerpräsidentin wählten, unterstützt.

### Ausrufung von Neuwahlen
Am 5. Oktober 2022 schrieb Staatsministerin Mette Frederiksen die Folketingswahlen zum 1. November 2022 aus. In Dänemark ist es üblich, dass die Regierungspartei selbst den Wahltermin bestimmt. Die Wahl hätte nach dem Grundgesetz bis spätestens Juni 2023 stattfinden müssen. Der frühe Wahltermin ist dem Druck der sozialliberalen Radikale Venstre geschuldet, welche die sozialdemokratische Minderheitsregierung stützt. Sie hatte Mette Frederiksen für die massenhafte Keulung von Nerzen ohne Rechtsgrundlage unter der Corona-Pandemie ab Herbst 2020 („Nerzskandal“) verantwortlich gemacht und mit einem Misstrauensvotum gedroht, falls die amtierende Regierungschefin die Wahl nicht bis zum 4. Oktober 2022 ausgeschrieben hätte. Dafür hätten die Sozialliberalen nach Einschätzung von Beobachtern eine Mehrheit des Parlaments hinter
sich gehabt. Die eigentliche Ausrufung der Wahl durch Frederiksen erfolgte einen Tag vor der Öffnungsdebatte des Folketings am 6. Oktober 2022, an dem das Misstrauensvotum hätte eingebracht werden können.

## Umfragen

Umfrageverlauf seit der vergangenen Wahl

Die folgende Tabelle zeigt die Umfragen der letzten Woche vor der Wahl. Der Umfragewert der in den Umfragen führenden Partei ist farblich hervorgehoben.
| Institut | Datum      | A      | V      | O     | B     | F     | Ø     | C      | Å     | D     | I     | K     | Q     | M      | Æ     | Sonst. |        |
| --- | ---------- | ------ | ------ | ----- | ----- | ----- | ----- | ------ | ----- | ----- | ----- | ----- | ----- | ------ | ----- | ------ | ------ |
| Folketingswahl 2022 | 01.11.2022 | 27,5 % | 13,3 % | 2,6 % | 3,8 % | 8,3 % | 5,2 % | 5,5 %  | 3,3 % | 3,7 % | 7,9 % | 0,5 % | 0,9 % | 9,3 %  | 8,1 % | 0,1 %  |        |
| Voxmeter | 31.10.2022 | 24,2 % | 14,0 % | 2,9 % | 4,4 % | 9,7 % | 6,5 % | 6,1 %  | 3,6 % | 4,1 % | 7,7 % | 0,7 % | 0,3 % | 8,8 %  | 6,9 % | 0,1 %  |        |
| Gallup | 31.10.2022 | 26,2 % | 13,7 % | 2,9 % | 4,4 % | 8,7 % | 6,3 % | 6,0 %  | 3,2 % | 4,3 % | 7,3 % | 0,9 % | 0,3 % | 8,8 %  | 7,0 % | —      |        |
| Epinion | 29.10.2022 | 24,4 % | 13,3 % | 2,4 % | 4,7 % | 8,7 % | 6,3 % | 5,8 %  | 2,3 % | 5,2 % | 8,6 % | 0,4 % | 0,7 % | 8,3 %  | 8,6 % | 0,3 %  |        |
| Megafon | 29.10.2022 | 24,7 % | 14,0 % | 3,9 % | 4,1 % | 9,7 % | 5,8 % | 6,1 %  | 2,8 % | 4,3 % | 7,7 % | 0,8 % | 0,5 % | 9,3 %  | 6,2 % | 0,1 %  |        |
| Voxmeter | 28.10.2022 | 26,2 % | 12,5 % | —     | 4,1 % | 9,8 % | 6,0 % | 5,9 %  | 2,2 % | 3,7 % | 6,8 % | 0,2 % | 0,8 % | 10,0 % | 8,8 % | 3,0 %  |        |
| YouGov | 26.10.2022 | 28,6 % | 10,4 % | 2,6 % | 3,6 % | 8,3 % | 6,7 % | 6,5 %  | 2,3 % | 4,3 % | 7,1 % | 0,5 % | 0,7 % | 9,6 %  | 8,5 % | 0,3 %  |        |
| Voxmeter | 26.10.2022 | 25,0 % | 13,2 % | 1,9 % | 3,8 % | 9,6 % | 6,5 % | 6,0 %  | 1,7 % | 4,2 % | 7,3 % | 0,6 % | 0,6 % | 11,5 % | 8,1 % | —      |        |
| Folketingswahl 2019 | 07.05.2019 | 25,9 % | 23,4 % | 8,7 % | 8,6 % | 7,7 % | 6,9 % | 6,6 %  | 3,0 % | 2,4 % | 2,3 % | 1,7 % | —     | —      | —     | 2,6 %  |        |
| \| Institut \| Datum \| A \| V \| O \| B \| F \| Ø \| C \| Å \| D \| I \| K \| G 1 \| Q \| M \| Æ \| Sonst. \| \| ------------------------------------------------------------------------------------------------------------------------------------------------------------------------------------------------------------------------------------------------------------------------------------- \| ---------- \| ------ \| ------ \| ----- \| ----- \| ----- \| ----- \| ------ \| ----- \| ----- \| ----- \| ----- \| ----- \| ----- \| ----- \| ------ \| ------ \| \| Voxmeter \| 24.10.2022 \| 25,7 % \| 14,2 % \| 2,4 % \| 4,7 % \| 9,1 % \| 6,8 % \| 6,7 % \| 2,2 % \| 3,8 % \| 7,5 % \| 0,5 % \| — \| 0,5 % \| 8,8 % \| 6,8 % \| 0,3 % \| \| Epinion \| 23.10.2022 \| 24,3 % \| 12,7 % \| 2,4 % \| 4,3 % \| 8,0 % \| 7,1 % \| 7,0 % \| 2,2 % \| 4,9 % \| 7,0 % \| 0,6 % \| — \| 0,8 % \| 9,8 % \| 8,6 % \| 0,3 % \| \| Kantar Gallup \| 20.10.2022 \| 27,7 % \| 14,5 % \| 2,7 % \| 4,5 % \| 8,9 % \| 6,9 % \| 7,1 % \| 1,5 % \| 4,8 % \| 6,7 % \| 0,7 % \| — \| 0,7 % \| 7,3 % \| 5,9 % \| 0,1 % \| \| YouGov \| 20.10.2022 \| 30,3 % \| 10,6 % \| 2,8 % \| 3,1 % \| 7,2 % \| 5,3 % \| 8,0 % \| 2,3 % \| 5,1 % \| 6,8 % \| 0,5 % \| — \| 1,6 % \| 7,9 % \| 8,3 % \| 0,2 % \| \| Voxmeter \| 20.10.2022 \| 25,0 % \| 14,7 % \| 1,8 % \| 5,3 % \| 9,1 % \| 7,4 % \| 7,7 % \| 1,6 % \| 3,9 % \| 5,7 % \| 0,6 % \| — \| 0,5 % \| 9,2 % \| 7,4 % \| 0,1 % \| \| Megafon \| 17.10.2022 \| 25,6 % \| 14,8 % \| 2,9 % \| 4,7 % \| 9,1 % \| 6,7 % \| 9,2 % \| 1,2 % \| 4,2 % \| 5,4 % \| 1,1 % \| — \| 0,9 % \| 5,6 % \| 8,5 % \| 0,1 % \| \| Voxmeter \| 16.10.2022 \| 26,1 % \| 14,4 % \| 2,6 % \| 4,8 % \| 8,7 % \| 6,6 % \| 8,9 % \| 1,9 % \| 4,5 % \| 6,1 % \| 0,9 % \| — \| 0,4 % \| 6,1 % \| 7,9 % \| 0,1 % \| \| Epinion \| 16.10.2022 \| 25,9 % \| 12,9 % \| 2,3 % \| 4,9 % \| 8,3 % \| 6,5 % \| 8,6 % \| 2,4 % \| 5,9 % \| 5,8 % \| 0,4 % \| — \| 0,7 % \| 6,9 % \| 8,0 % \| 0,5 % \| \| Voxmeter \| 15.10.2022 \| 27,5 % \| 14,3 % \| 2,4 % \| 4,2 % \| 7,9 % \| 7,2 % \| 8,9 % \| 2,4 % \| 3,9 % \| 5,0 % \| 0,7 % \| — \| 0,8 % \| 6,1 % \| 9,7 % \| 2,4 % \| \| YouGov \| 13.10.2022 \| 30,6 % \| 10,5 % \| 3,4 % \| 4,3 % \| 8,1 % \| 5,1 % \| 10,4 % \| 1,7 % \| 4,4 % \| 5,5 % \| 0,1 % \| — \| 0,6 % \| 4,4 % \| 10,6 % \| 0,3 % \| \| YouGov \| 12.10.2022 \| 29,3 % \| 9,5 % \| 2,9 % \| 3,5 % \| 8,0 % \| 8,2 % \| 10,8 % \| 1,0 % \| 5,3 % \| 4,4 % \| 0,1 % \| — \| 0,6 % \| 5,2 % \| 11,2 % \| — \| \| Voxmeter \| 10.10.2022 \| 27,1 % \| 13,8 % \| 2,3 % \| 5,0 % \| 8,7 % \| 6,7 % \| 9,8 % \| 2,0 % \| 4,9 % \| 5,3 % \| 0,6 % \| — \| 0,6 % \| 4,1 % \| 9,0 % \| 0,1 % \| \| Voxmeter \| 08.10.2022 \| 27,5 % \| 14,6 % \| 1,7 % \| 5,4 % \| 8,3 % \| 7,1 % \| 11,4 % \| 1,2 % \| 4,7 % \| 5,6 % \| 0,8 % \| — \| 0,3 % \| 3,3 % \| 7,9 % \| 0,2 % \| \| Epinion \| 06.10.2022 \| 27,3 % \| 12,7 % \| 1,8 % \| 4,9 % \| 8,1 % \| 6,7 % \| 11,2 % \| 1,3 % \| 6,3 % \| 4,1 % \| 0,4 % \| — \| 0,7 % \| 3,7 % \| 10,3 % \| 0,5 % \| \| Megafon \| 06.10.2022 \| 25,4 % \| 13,0 % \| 2,0 % \| 4,1 % \| 8,9 % \| 7,9 % \| 11,6 % \| 1,1 % \| 4,4 % \| 4,5 % \| 0,9 % \| — \| 0,3 % \| 6,2 % \| 9,7 % \| — \| \| Voxmeter \| 05.10.2022 \| 25,3 % \| 15,5 % \| 3,3 % \| 6,0 % \| 8,8 % \| 8,0 % \| 11,0 % \| 1,5 % \| 4,7 % \| 4,2 % \| 0,7 % \| — \| 0,4 % \| 2,2 % \| 8,4 % \| — \| \| Megafon \| 29.09.2022 \| 22,9 % \| 13,8 % \| 2,0 % \| 5,3 % \| 8,9 % \| 8,3 % \| 12,8 % \| 1,3 % \| 4,2 % \| 4,4 % \| 0,8 % \| — \| 0,7 % \| 4,5 % \| 10,1 % \| — \| \| Voxmeter \| 27.09.2022 \| 25,1 % \| 14,1 % \| 2,5 % \| 6,5 % \| 8,3 % \| 7,3 % \| 11,6 % \| 1,1 % \| 5,1 % \| 4,6 % \| 1,2 % \| 0,3 % \| 0,6 % \| 2,4 % \| 9,1 % \| 0,2 % \| \| Epinion \| 22.09.2022 \| 25,4 % \| 11,9 % \| 1,9 % \| 4,6 % \| 7,6 % \| 8,1 % \| 13,4 % \| 0,9 % \| 4,6 % \| 5,3 % \| 0,3 % \| 0,3 % \| 1,0 % \| 3,3 % \| 10,8 % \| 0,6 % \| \| Voxmeter \| 20.09.2022 \| 24,2 % \| 13,9 % \| 2,1 % \| 6,3 % \| 8,4 % \| 8,3 % \| 13,6 % \| 0,8 % \| 4,8 % \| 4,3 % \| 1,3 % \| 0,3 % \| 0,4 % \| 1,8 % \| 9,3 % \| 0,2 % \| \| Voxmeter \| 12.09.2022 \| 23,3 % \| 13,8 % \| 2,9 % \| 6,0 % \| 9,1 % \| 7,7 % \| 15,1 % \| 1,4 % \| 4,9 % \| 3,6 % \| 0,5 % \| 0,1 % \| 0,5 % \| 2,1 % \| 9,0 % \| — \| \| Voxmeter \| 05.09.2022 \| 24,7 % \| 12,5 % \| 3,3 % \| 6,4 % \| 8,0 % \| 7,2 % \| 16,2 % \| 1,6 % \| 4,3 % \| 3,4 % \| 1,0 % \| 0,1 % \| 0,3 % \| 1,7 % \| 9,3 % \| — \| \| Voxmeter \| 29.08.2022 \| 25,2 % \| 11,8 % \| 3,4 % \| 5,7 % \| 7,8 % \| 8,1 % \| 16,4 % \| 1,4 % \| 3,7 % \| 4,0 % \| 0,4 % \| 0,2 % \| 0,4 % \| 2,3 % \| 8,9 % \| 0,3 % \| \| Voxmeter \| 26.08.2022 \| 25,1 % \| 11,0 % \| 3,2 % \| 5,6 % \| 7,6 % \| 7,5 % \| 16,5 % \| 1,2 % \| 4,3 % \| 4,9 % \| 0,6 % \| 0,1 % \| 0,5 % \| 1,9 % \| 9,3 % \| 0,7 % \| \| Epinion \| 26.08.2022 \| 23,3 % \| 11,3 % \| 2,2 % \| 5,5 % \| 8,7 % \| 7,3 % \| 16,7 % \| 1,1 % \| 4,1 % \| 3,1 % \| 0,7 % \| 0,3 % \| 0,5 % \| 2,8 % \| 11,8 % \| 0,6 % \| \| Megafon \| 19.08.2022 \| 22,6 % \| 14,3 % \| 2,8 % \| 6,8 % \| 8,8 % \| 7,9 % \| 15,2 % \| 1,0 % \| 2,9 % \| 3,9 % \| 0,6 % \| 0,2 % \| 0,8 % \| 2,2 % \| 10,0 % \| — \| \| Voxmeter \| 16.08.2022 \| 23,9 % \| 13,4 % \| 2,5 % \| 6,3 % \| 8,5 % \| 8,1 % \| 13,3 % \| 0,5 % \| 5,8 % \| 4,3 % \| 1,0 % \| 0,1 % \| 0,2 % \| 2,2 % \| 9,7 % \| 0,2 % \| \| Voxmeter \| 11.08.2022 \| 22,9 % \| 15,2 % \| 2,8 % \| 7,2 % \| 8,3 % \| 7,4 % \| 12,5 % \| 1,2 % \| 4,7 % \| 3,2 % \| 0,4 % \| 0,2 % \| 0,3 % \| 1,9 % \| 11,2 % \| 0,6 % \| \| Epinion \| 03.08.2022 \| 24,2 % \| 14,2 % \| 2,1 % \| 5,8 % \| 8,1 % \| 7,3 % \| 11,5 % \| 1,3 % \| 4,4 % \| 3,8 % \| 1,0 % \| 0,4 % \| 0,6 % \| 3,1 % \| 10,8 % \| 1,4 % \| \| Megafon \| 11.07.2022 \| 21,7 % \| 13,1 % \| 1,7 % \| 6,9 % \| 9,3 % \| 8,3 % \| 13,4 % \| 0,7 % \| 4,2 % \| 5,2 % \| 0,5 % \| 0,3 % \| 0,1 % \| 3,6 % \| 10,8 % \| 0,2 % \| \| Voxmeter \| 11.07.2022 \| 25,8 % \| 13,6 % \| 2,2 % \| 6,9 % \| 9,1 % \| 7,6 % \| 12,3 % \| 1,5 % \| 4,3 % \| 3,0 % \| 0,8 % \| — \| 0,6 % \| 2,2 % \| — \| 10,1 % \| \| YouGov \| 13.06.2022 \| 29,4 % \| 11,9 % \| 6,4 % \| 5,1 % \| 7,7 % \| 7,6 % \| 15,6 % \| 0,5 % \| 8,5 % \| 3,2 % \| 0,2 % \| 0,3 % \| 0,7 % \| 3,0 % \| — \| — \| \| Voxmeter \| 13.06.2022 \| 26,4 % \| 17,7 % \| 5,6 % \| 7,1 % \| 8,6 % \| 6,5 % \| 12,9 % \| 1,2 % \| 5,3 % \| 3,5 % \| 0,7 % \| 0,1 % \| 0,3 % \| 3,7 % \| — \| 0,4 % \| \| Voxmeter \| 13.06.2022 \| 26,3 % \| 17,2 % \| 4,9 % \| 7,2 % \| 9,4 % \| 7,3 % \| 13,6 % \| 0,8 % \| 5,8 % \| 4,4 % \| 0,9 % \| 0,0 % \| 0,3 % \| 1,5 % \| — \| 0,4 % \| \| Voxmeter \| 31.05.2022 \| 24,9 % \| 16,1 % \| 4,0 % \| 7,1 % \| 9,5 % \| 7,7 % \| 14,9 % \| 1,3 % \| 6,9 % \| 3,6 % \| 0,7 % \| 0,2 % \| 0,7 % \| 1,4 % \| — \| 1,0 % \| \| Voxmeter \| 24.05.2022 \| 25,6 % \| 17,2 % \| 4,3 % \| 7,3 % \| 8,9 % \| 8,1 % \| 13,3 % \| 1,0 % \| 7,0 % \| 3,8 % \| 1,5 % \| — \| 0,3 % \| 1,5 % \| — \| 0,2 % \| \| Gallup \| 21.05.2022 \| 25,7 % \| 15,1 % \| 5,5 % \| 6,3 % \| 9,0 % \| 8,0 % \| 15,2 % \| 0,9 % \| 5,3 % \| 3,2 % \| 1,7 % \| 0,3 % \| 0,7 % \| 3,0 % \| — \| 0,1 % \| \| Voxmeter \| 21.05.2022 \| 26,2 % \| 16,3 % \| 5,1 % \| 7,6 % \| 7,9 % \| 8,7 % \| 14,2 % \| 0,8 % \| 5,8 % \| 3,1 % \| 1,3 % \| — \| 0,3 % \| 1,9 % \| — \| 0,8 % \| \| Epinion \| 11.05.2022 \| 27,7 % \| 12,3 % \| 5,0 % \| 6,5 % \| 8,4 % \| 6,9 % \| 14,9 % \| 0,6 % \| 6,7 % \| 3,8 % \| 2,4 % \| 0,6 % \| 0,6 % \| 2,4 % \| — \| 1,2 % \| \| Voxmeter \| 11.05.2022 \| 27,4 % \| 16,4 % \| 5,7 % \| 6,5 % \| 7,7 % \| 8,0 % \| 14,5 % \| 0,6 % \| 4,9 % \| 3,4 % \| 1,7 % \| 0,1 % \| 0,5 % \| 2,1 % \| — \| 0,5 % \| \| Voxmeter \| 05.05.2022 \| 28,9 % \| 15,6 % \| 4,4 % \| 7,1 % \| 7,9 % \| 7,7 % \| 13,9 % \| 1,0 % \| 5,3 % \| 4,0 % \| 0,9 % \| 0,1 % \| 0,2 % \| 2,1 % \| — \| 0,9 % \| \| Voxmeter \| 25.04.2022 \| 27,9 % \| 15,6 % \| 5,2 % \| 8,2 % \| 8,6 % \| 7,2 % \| 13,8 % \| 1,2 % \| 5,7 % \| 3,1 % \| 1,3 % \| — \| 0,4 % \| — \| — \| 1,9 % \| \| Epinion \| 25.04.2022 \| 27,4 % \| 12,1 % \| 5,3 % \| 5,6 % \| 8,6 % \| 7,7 % \| 15,3 % \| 1,1 % \| 8,1 % \| 1,9 % \| 1,6 % \| 1,0 % \| 1,1 % \| — \| — \| 3,2 % \| \| YouGov \| 25.04.2022 \| 29,2 % \| 11,1 % \| 4,5 % \| 3,2 % \| 8,1 % \| 6,3 % \| 17,2 % \| 0,3 % \| 9,4 % \| 3,1 % \| 1,1 % \| 0,8 % \| 1,0 % \| — \| — \| 3,7 % \| \| Gallup \| 25.04.2022 \| 26,7 % \| 13,4 % \| 4,9 % \| 6,2 % \| 8,5 % \| 7,6 % \| 15,4 % \| 0,5 % \| 6,7 % \| 3,0 % \| 1,6 % \| 0,4 % \| 0,9 % \| — \| — \| 4,2 % \| \| Voxmeter \| 12.04.2022 \| 26,0 % \| 16,2 % \| 6,1 % \| 7,5 % \| 9,0 % \| 7,5 % \| 13,5 % \| 1,3 % \| 6,1 % \| 2,4 % \| 1,3 % \| — \| 0,2 % \| — \| — \| 2,8 % \| \| Voxmeter \| 04.04.2022 \| 26,0 % \| 15,4 % \| 5,7 % \| 6,7 % \| 9,4 % \| 7,6 % \| 14,5 % \| 1,2 % \| 5,5 % \| 2,9 % \| 1,6 % \| — \| 0,5 % \| — \| — \| 2,9 % \| \| Voxmeter \| 21.03.2022 \| 26,5 % \| 15,1 % \| 4,4 % \| 7,4 % \| 9,5 % \| 8,5 % \| 15,9 % \| 0,7 % \| 5,1 % \| 2,6 % \| 1,3 % \| 0,1 % \| 0,2 % \| — \| — \| 2,7 % \| \| Voxmeter \| 14.03.2022 \| 27,0 % \| 14 % \| 5,3 % \| 6,6 % \| 8,9 % \| 7,6 % \| 15,1 % \| 1,7 % \| 5,7 % \| 3,0 % \| 1,3 % \| 0,3 % \| — \| — \| — \| 3,5 % \| \| Voxmeter \| 21.02.2022 \| 25,2 % \| 15,0 % \| 6,1 % \| 7,3 % \| 8,7 % \| 9,4 % \| 16,0 % \| 1,5 % \| 4,7 % \| 3,5 % \| 1,1 % \| — \| — \| — \| — \| 1,5 % \| \| Epinion \| 21.02.2022 \| 24,8 % \| 13,0 % \| 6,3 % \| 6,8 % \| 8,2 % \| 7,8 % \| 16,8 % \| 0,6 % \| 8,2 % \| 2,5 % \| 1,5 % \| 0,4 % \| 0,9 % \| — \| — \| 2,2 % \| \| Folketingswahl 2019 \| 07.05.2019 \| 25,9 % \| 23,4 % \| 8,7 % \| 8,6 % \| 7,7 % \| 6,9 % \| 6,6 % \| 3,0 % \| 2,4 % \| 2,3 % \| 1,7 % \| — \| — \| — \| — \| 2,6 % \| \| 1 Die Grøn Alliance wurde am 1. September 2022 durch den Zusammenschluss der wahlberechtigten Veganerpartiet und der nicht wahlberechtigten Kleinstpartei De Grønne gebildet. Am 19. September 2022 fusionierte die Grøn Alliance wiederum mit der Alternativet unter deren Namen.[8] \| \| \| \| \| \| \| \| \| \| \| \| \| \| \| \| \| \| |            |        |        |       |       |       |       |        |       |       |       |       |       |        |       |        |        |
| Institut | Datum      | A      | V      | O     | B     | F     | Ø     | C      | Å     | D     | I     | K     | G 1   | Q      | M     | Æ      | Sonst. |
| Voxmeter | 24.10.2022 | 25,7 % | 14,2 % | 2,4 % | 4,7 % | 9,1 % | 6,8 % | 6,7 %  | 2,2 % | 3,8 % | 7,5 % | 0,5 % | —     | 0,5 %  | 8,8 % | 6,8 %  | 0,3 %  |
| Epinion | 23.10.2022 | 24,3 % | 12,7 % | 2,4 % | 4,3 % | 8,0 % | 7,1 % | 7,0 %  | 2,2 % | 4,9 % | 7,0 % | 0,6 % | —     | 0,8 %  | 9,8 % | 8,6 %  | 0,3 %  |
| Kantar Gallup | 20.10.2022 | 27,7 % | 14,5 % | 2,7 % | 4,5 % | 8,9 % | 6,9 % | 7,1 %  | 1,5 % | 4,8 % | 6,7 % | 0,7 % | —     | 0,7 %  | 7,3 % | 5,9 %  | 0,1 %  |
| YouGov | 20.10.2022 | 30,3 % | 10,6 % | 2,8 % | 3,1 % | 7,2 % | 5,3 % | 8,0 %  | 2,3 % | 5,1 % | 6,8 % | 0,5 % | —     | 1,6 %  | 7,9 % | 8,3 %  | 0,2 %  |
| Voxmeter | 20.10.2022 | 25,0 % | 14,7 % | 1,8 % | 5,3 % | 9,1 % | 7,4 % | 7,7 %  | 1,6 % | 3,9 % | 5,7 % | 0,6 % | —     | 0,5 %  | 9,2 % | 7,4 %  | 0,1 %  |
| Megafon | 17.10.2022 | 25,6 % | 14,8 % | 2,9 % | 4,7 % | 9,1 % | 6,7 % | 9,2 %  | 1,2 % | 4,2 % | 5,4 % | 1,1 % | —     | 0,9 %  | 5,6 % | 8,5 %  | 0,1 %  |
| Voxmeter | 16.10.2022 | 26,1 % | 14,4 % | 2,6 % | 4,8 % | 8,7 % | 6,6 % | 8,9 %  | 1,9 % | 4,5 % | 6,1 % | 0,9 % | —     | 0,4 %  | 6,1 % | 7,9 %  | 0,1 %  |
| Epinion | 16.10.2022 | 25,9 % | 12,9 % | 2,3 % | 4,9 % | 8,3 % | 6,5 % | 8,6 %  | 2,4 % | 5,9 % | 5,8 % | 0,4 % | —     | 0,7 %  | 6,9 % | 8,0 %  | 0,5 %  |
| Voxmeter | 15.10.2022 | 27,5 % | 14,3 % | 2,4 % | 4,2 % | 7,9 % | 7,2 % | 8,9 %  | 2,4 % | 3,9 % | 5,0 % | 0,7 % | —     | 0,8 %  | 6,1 % | 9,7 %  | 2,4 %  |
| YouGov | 13.10.2022 | 30,6 % | 10,5 % | 3,4 % | 4,3 % | 8,1 % | 5,1 % | 10,4 % | 1,7 % | 4,4 % | 5,5 % | 0,1 % | —     | 0,6 %  | 4,4 % | 10,6 % | 0,3 %  |
| YouGov | 12.10.2022 | 29,3 % | 9,5 %  | 2,9 % | 3,5 % | 8,0 % | 8,2 % | 10,8 % | 1,0 % | 5,3 % | 4,4 % | 0,1 % | —     | 0,6 %  | 5,2 % | 11,2 % | —      |
| Voxmeter | 10.10.2022 | 27,1 % | 13,8 % | 2,3 % | 5,0 % | 8,7 % | 6,7 % | 9,8 %  | 2,0 % | 4,9 % | 5,3 % | 0,6 % | —     | 0,6 %  | 4,1 % | 9,0 %  | 0,1 %  |
| Voxmeter | 08.10.2022 | 27,5 % | 14,6 % | 1,7 % | 5,4 % | 8,3 % | 7,1 % | 11,4 % | 1,2 % | 4,7 % | 5,6 % | 0,8 % | —     | 0,3 %  | 3,3 % | 7,9 %  | 0,2 %  |
| Epinion | 06.10.2022 | 27,3 % | 12,7 % | 1,8 % | 4,9 % | 8,1 % | 6,7 % | 11,2 % | 1,3 % | 6,3 % | 4,1 % | 0,4 % | —     | 0,7 %  | 3,7 % | 10,3 % | 0,5 %  |
| Megafon | 06.10.2022 | 25,4 % | 13,0 % | 2,0 % | 4,1 % | 8,9 % | 7,9 % | 11,6 % | 1,1 % | 4,4 % | 4,5 % | 0,9 % | —     | 0,3 %  | 6,2 % | 9,7 %  | —      |
| Voxmeter | 05.10.2022 | 25,3 % | 15,5 % | 3,3 % | 6,0 % | 8,8 % | 8,0 % | 11,0 % | 1,5 % | 4,7 % | 4,2 % | 0,7 % | —     | 0,4 %  | 2,2 % | 8,4 %  | —      |
| Megafon | 29.09.2022 | 22,9 % | 13,8 % | 2,0 % | 5,3 % | 8,9 % | 8,3 % | 12,8 % | 1,3 % | 4,2 % | 4,4 % | 0,8 % | —     | 0,7 %  | 4,5 % | 10,1 % | —      |
| Voxmeter | 27.09.2022 | 25,1 % | 14,1 % | 2,5 % | 6,5 % | 8,3 % | 7,3 % | 11,6 % | 1,1 % | 5,1 % | 4,6 % | 1,2 % | 0,3 % | 0,6 %  | 2,4 % | 9,1 %  | 0,2 %  |
| Epinion | 22.09.2022 | 25,4 % | 11,9 % | 1,9 % | 4,6 % | 7,6 % | 8,1 % | 13,4 % | 0,9 % | 4,6 % | 5,3 % | 0,3 % | 0,3 % | 1,0 %  | 3,3 % | 10,8 % | 0,6 %  |
| Voxmeter | 20.09.2022 | 24,2 % | 13,9 % | 2,1 % | 6,3 % | 8,4 % | 8,3 % | 13,6 % | 0,8 % | 4,8 % | 4,3 % | 1,3 % | 0,3 % | 0,4 %  | 1,8 % | 9,3 %  | 0,2 %  |
| Voxmeter | 12.09.2022 | 23,3 % | 13,8 % | 2,9 % | 6,0 % | 9,1 % | 7,7 % | 15,1 % | 1,4 % | 4,9 % | 3,6 % | 0,5 % | 0,1 % | 0,5 %  | 2,1 % | 9,0 %  | —      |
| Voxmeter | 05.09.2022 | 24,7 % | 12,5 % | 3,3 % | 6,4 % | 8,0 % | 7,2 % | 16,2 % | 1,6 % | 4,3 % | 3,4 % | 1,0 % | 0,1 % | 0,3 %  | 1,7 % | 9,3 %  | —      |
| Voxmeter | 29.08.2022 | 25,2 % | 11,8 % | 3,4 % | 5,7 % | 7,8 % | 8,1 % | 16,4 % | 1,4 % | 3,7 % | 4,0 % | 0,4 % | 0,2 % | 0,4 %  | 2,3 % | 8,9 %  | 0,3 %  |
| Voxmeter | 26.08.2022 | 25,1 % | 11,0 % | 3,2 % | 5,6 % | 7,6 % | 7,5 % | 16,5 % | 1,2 % | 4,3 % | 4,9 % | 0,6 % | 0,1 % | 0,5 %  | 1,9 % | 9,3 %  | 0,7 %  |
| Epinion | 26.08.2022 | 23,3 % | 11,3 % | 2,2 % | 5,5 % | 8,7 % | 7,3 % | 16,7 % | 1,1 % | 4,1 % | 3,1 % | 0,7 % | 0,3 % | 0,5 %  | 2,8 % | 11,8 % | 0,6 %  |
| Megafon | 19.08.2022 | 22,6 % | 14,3 % | 2,8 % | 6,8 % | 8,8 % | 7,9 % | 15,2 % | 1,0 % | 2,9 % | 3,9 % | 0,6 % | 0,2 % | 0,8 %  | 2,2 % | 10,0 % | —      |
| Voxmeter | 16.08.2022 | 23,9 % | 13,4 % | 2,5 % | 6,3 % | 8,5 % | 8,1 % | 13,3 % | 0,5 % | 5,8 % | 4,3 % | 1,0 % | 0,1 % | 0,2 %  | 2,2 % | 9,7 %  | 0,2 %  |
| Voxmeter | 11.08.2022 | 22,9 % | 15,2 % | 2,8 % | 7,2 % | 8,3 % | 7,4 % | 12,5 % | 1,2 % | 4,7 % | 3,2 % | 0,4 % | 0,2 % | 0,3 %  | 1,9 % | 11,2 % | 0,6 %  |
| Epinion | 03.08.2022 | 24,2 % | 14,2 % | 2,1 % | 5,8 % | 8,1 % | 7,3 % | 11,5 % | 1,3 % | 4,4 % | 3,8 % | 1,0 % | 0,4 % | 0,6 %  | 3,1 % | 10,8 % | 1,4 %  |
| Megafon | 11.07.2022 | 21,7 % | 13,1 % | 1,7 % | 6,9 % | 9,3 % | 8,3 % | 13,4 % | 0,7 % | 4,2 % | 5,2 % | 0,5 % | 0,3 % | 0,1 %  | 3,6 % | 10,8 % | 0,2 %  |
| Voxmeter | 11.07.2022 | 25,8 % | 13,6 % | 2,2 % | 6,9 % | 9,1 % | 7,6 % | 12,3 % | 1,5 % | 4,3 % | 3,0 % | 0,8 % | —     | 0,6 %  | 2,2 % | —      | 10,1 % |
| YouGov | 13.06.2022 | 29,4 % | 11,9 % | 6,4 % | 5,1 % | 7,7 % | 7,6 % | 15,6 % | 0,5 % | 8,5 % | 3,2 % | 0,2 % | 0,3 % | 0,7 %  | 3,0 % | —      | —      |
| Voxmeter | 13.06.2022 | 26,4 % | 17,7 % | 5,6 % | 7,1 % | 8,6 % | 6,5 % | 12,9 % | 1,2 % | 5,3 % | 3,5 % | 0,7 % | 0,1 % | 0,3 %  | 3,7 % | —      | 0,4 %  |
| Voxmeter | 13.06.2022 | 26,3 % | 17,2 % | 4,9 % | 7,2 % | 9,4 % | 7,3 % | 13,6 % | 0,8 % | 5,8 % | 4,4 % | 0,9 % | 0,0 % | 0,3 %  | 1,5 % | —      | 0,4 %  |
| Voxmeter | 31.05.2022 | 24,9 % | 16,1 % | 4,0 % | 7,1 % | 9,5 % | 7,7 % | 14,9 % | 1,3 % | 6,9 % | 3,6 % | 0,7 % | 0,2 % | 0,7 %  | 1,4 % | —      | 1,0 %  |
| Voxmeter | 24.05.2022 | 25,6 % | 17,2 % | 4,3 % | 7,3 % | 8,9 % | 8,1 % | 13,3 % | 1,0 % | 7,0 % | 3,8 % | 1,5 % | —     | 0,3 %  | 1,5 % | —      | 0,2 %  |
| Gallup | 21.05.2022 | 25,7 % | 15,1 % | 5,5 % | 6,3 % | 9,0 % | 8,0 % | 15,2 % | 0,9 % | 5,3 % | 3,2 % | 1,7 % | 0,3 % | 0,7 %  | 3,0 % | —      | 0,1 %  |
| Voxmeter | 21.05.2022 | 26,2 % | 16,3 % | 5,1 % | 7,6 % | 7,9 % | 8,7 % | 14,2 % | 0,8 % | 5,8 % | 3,1 % | 1,3 % | —     | 0,3 %  | 1,9 % | —      | 0,8 %  |
| Epinion | 11.05.2022 | 27,7 % | 12,3 % | 5,0 % | 6,5 % | 8,4 % | 6,9 % | 14,9 % | 0,6 % | 6,7 % | 3,8 % | 2,4 % | 0,6 % | 0,6 %  | 2,4 % | —      | 1,2 %  |
| Voxmeter | 11.05.2022 | 27,4 % | 16,4 % | 5,7 % | 6,5 % | 7,7 % | 8,0 % | 14,5 % | 0,6 % | 4,9 % | 3,4 % | 1,7 % | 0,1 % | 0,5 %  | 2,1 % | —      | 0,5 %  |
| Voxmeter | 05.05.2022 | 28,9 % | 15,6 % | 4,4 % | 7,1 % | 7,9 % | 7,7 % | 13,9 % | 1,0 % | 5,3 % | 4,0 % | 0,9 % | 0,1 % | 0,2 %  | 2,1 % | —      | 0,9 %  |
| Voxmeter | 25.04.2022 | 27,9 % | 15,6 % | 5,2 % | 8,2 % | 8,6 % | 7,2 % | 13,8 % | 1,2 % | 5,7 % | 3,1 % | 1,3 % | —     | 0,4 %  | —     | —      | 1,9 %  |
| Epinion | 25.04.2022 | 27,4 % | 12,1 % | 5,3 % | 5,6 % | 8,6 % | 7,7 % | 15,3 % | 1,1 % | 8,1 % | 1,9 % | 1,6 % | 1,0 % | 1,1 %  | —     | —      | 3,2 %  |
| YouGov | 25.04.2022 | 29,2 % | 11,1 % | 4,5 % | 3,2 % | 8,1 % | 6,3 % | 17,2 % | 0,3 % | 9,4 % | 3,1 % | 1,1 % | 0,8 % | 1,0 %  | —     | —      | 3,7 %  |
| Gallup | 25.04.2022 | 26,7 % | 13,4 % | 4,9 % | 6,2 % | 8,5 % | 7,6 % | 15,4 % | 0,5 % | 6,7 % | 3,0 % | 1,6 % | 0,4 % | 0,9 %  | —     | —      | 4,2 %  |
| Voxmeter | 12.04.2022 | 26,0 % | 16,2 % | 6,1 % | 7,5 % | 9,0 % | 7,5 % | 13,5 % | 1,3 % | 6,1 % | 2,4 % | 1,3 % | —     | 0,2 %  | —     | —      | 2,8 %  |
| Voxmeter | 04.04.2022 | 26,0 % | 15,4 % | 5,7 % | 6,7 % | 9,4 % | 7,6 % | 14,5 % | 1,2 % | 5,5 % | 2,9 % | 1,6 % | —     | 0,5 %  | —     | —      | 2,9 %  |
| Voxmeter | 21.03.2022 | 26,5 % | 15,1 % | 4,4 % | 7,4 % | 9,5 % | 8,5 % | 15,9 % | 0,7 % | 5,1 % | 2,6 % | 1,3 % | 0,1 % | 0,2 %  | —     | —      | 2,7 %  |
| Voxmeter | 14.03.2022 | 27,0 % | 14 %   | 5,3 % | 6,6 % | 8,9 % | 7,6 % | 15,1 % | 1,7 % | 5,7 % | 3,0 % | 1,3 % | 0,3 % | —      | —     | —      | 3,5 %  |
| Voxmeter | 21.02.2022 | 25,2 % | 15,0 % | 6,1 % | 7,3 % | 8,7 % | 9,4 % | 16,0 % | 1,5 % | 4,7 % | 3,5 % | 1,1 % | —     | —      | —     | —      | 1,5 %  |
| Epinion | 21.02.2022 | 24,8 % | 13,0 % | 6,3 % | 6,8 % | 8,2 % | 7,8 % | 16,8 % | 0,6 % | 8,2 % | 2,5 % | 1,5 % | 0,4 % | 0,9 %  | —     | —      | 2,2 %  |
| Folketingswahl 2019 | 07.05.2019 | 25,9 % | 23,4 % | 8,7 % | 8,6 % | 7,7 % | 6,9 % | 6,6 %  | 3,0 % | 2,4 % | 2,3 % | 1,7 % | —     | —      | —     | —      | 2,6 %  |
| 1 Die Grøn Alliance wurde am 1. September 2022 durch den Zusammenschluss der wahlberechtigten Veganerpartiet und der nicht wahlberechtigten Kleinstpartei De Grønne gebildet. Am 19. September 2022 fusionierte die Grøn Alliance wiederum mit der Alternativet unter deren Namen. |            |        |        |       |       |       |       |        |       |       |       |       |       |        |       |        |        |

## Ergebnisse

### Dänemark

#### Gesamtergebnis
| Partei                                          | Partei                                                      | Liste                      | Stimmen   | Prozent | Prozent +/− | Wahlkreis- mandate | Ausgleichs- mandate | Mandate gesamt | Mandate +/− |
| ----------------------------------------------- | ----------------------------------------------------------- | -------------------------- | --------- | ------- | ----------- | ------------------ | ------------------- | -------------- | ----------- |
|                                                 | Socialdemokraterne Sozialdemokraten                         | A                          | 971.995   | 27,5 %  | +1,6 %      | 50                 | 0                   | 50             | +2          |
|                                                 | Venstre Liberale Partei Dänemarks                           | V                          | 470.546   | 13,3 %  | −10,1 %     | 21                 | 2                   | 23             | −20         |
|                                                 | Moderaterne Die Moderaten                                   | M                          | 327.699   | 09,3 %  | +9,3 %      | 13                 | 3                   | 16             | +16         |
|                                                 | Socialistisk Folkeparti Sozialistische Volkspartei          | F                          | 293.186   | 08,3 %  | +0,6 %      | 12                 | 3                   | 15             | +1          |
|                                                 | Danmarksdemokraterne Dänemarkdemokraten                     | Æ                          | 286.796   | 08,1 %  | neu         | 11                 | 3                   | 14             | +14         |
|                                                 | Liberal Alliance Liberale Allianz                           | I                          | 278.656   | 07,9 %  | +5,6 %      | 10                 | 4                   | 14             | +10         |
|                                                 | Det Konservative Folkeparti Konservative Volkspartei        | C                          | 194.820   | 05,5 %  | −1,1 %      | 07                 | 3                   | 10             | −2          |
|                                                 | Enhedslisten – de rød-grønne Einheitsliste – Die Rot-Grünen | Ø                          | 181.452   | 05,1 %  | −1,8 %      | 04                 | 5                   | 09             | −4          |
|                                                 | Radikale Venstre Sozialliberale Partei Dänemarks            | B                          | 133.931   | 03,8 %  | −4,8 %      | 02                 | 5                   | 07             | −9          |
|                                                 | Nye Borgerlige Neue Bürgerliche                             | D                          | 129.524   | 03,7 %  | +1,3 %      | 02                 | 4                   | 06             | +2          |
|                                                 | Alternativet Alternative                                    | Å                          | 117.567   | 03,3 %  | +0,4 %      | 02                 | 4                   | 06             | +1          |
|                                                 | Dansk Folkeparti Dänische Volkspartei                       | O                          | 93.428    | 02,6 %  | −6,1 %      | 01                 | 4                   | 05             | −11         |
|                                                 | Frie Grønne Freie Grüne                                     | Q                          | 31.787    | 00,9 %  | neu         | —                  | —                   | —              | —           |
|                                                 | Kristendemokraterne Christdemokraten                        | K                          | 18.276    | 00,5 %  | −1,2 %      | —                  | —                   | —              | —           |
|                                                 | Einzelbewerber                                              | Einzelbewerber             | 4.288     | 00,1 %  | ±0,0 %      | —                  | —                   | —              | —           |
| Gültige Stimmen                                 | Gültige Stimmen                                             | Gültige Stimmen            | 3.533.951 | 100,0 % | —           | 135                | 40                  | 175            | —           |
| Ungültige Stimmen                               | Ungültige Stimmen                                           | Ungültige Stimmen          | 58.871    | 001,6 % |             |                    |                     |                |             |
| ↳ Leere Stimmzettel                             | ↳ Leere Stimmzettel                                         | ↳ Leere Stimmzettel        | 46.272    | 001,3 % |             |                    |                     |                |             |
| ↳ Andere ungültige Stimmen                      | ↳ Andere ungültige Stimmen                                  | ↳ Andere ungültige Stimmen | 12.599    | 000,4 % |             |                    |                     |                |             |
| Abgegebene Stimmen                              | Abgegebene Stimmen                                          | Abgegebene Stimmen         | 3.592.822 | 084,1 % |             |                    |                     |                |             |
| Wahlberechtigte                                 | Wahlberechtigte                                             | Wahlberechtigte            | 4.269.048 |         |             |                    |                     |                |             |
|                                                 |                                                             |                            |           |         |             |                    |                     |                |             |
| Quelle: Danmarks Statistik (Übersicht; Bericht) |                                                             |                            |           |         |             |                    |                     |                |             |

Roter Block Blauer Block

#### Ergebnis nach Landesteilen und Großwahlkreisen
Die Sozialdemokraten waren in allen zehn Großwahlkreisen (storkreds) die Partei mit dem höchsten Stimmenanteil. Ihren höchsten Stimmenanteil erreichte sie mit über 35 % erneut auf Bornholm, während sie ihr schlechtestes Abschneiden in Kopenhagen verzeichnen musste. Dort kamen die anderen linken Parteien des „roten Blocks“ jeweils auf ihre besten Ergebnisse. Die Venstre lag auf Bornholm und in Westjütland knapp unter 20 Prozent der Stimmen, während die Moderaterne ihre Spitzen in Nordseeland verzeichnete. Die Danmarksdemokraterne waren insbesondere in West- und Nordjütland erfolgreich, während sie in der Hauptstadtregion nur rund drei Prozent erreichten.
| Großwahlkreis / Landesteil  | Großwahlkreis / Landesteil | A    | B   | C   | D    | F    | I   | K    | M    | O   | Q    | V    | Æ    | Ø    | Å   | Sonst. |
| --------------------------- | -------------------------- | ---- | --- | --- | ---- | ---- | --- | ---- | ---- | --- | ---- | ---- | ---- | ---- | --- | ------ |
| Hovedstaden                 | Hovedstaden                | 23,1 | 6,0 | 6,3 | 2,6  | 09,8 | 8,5 | 0,3  | 10,4 | 2,6 | 1,7  | 10,9 | 03,3 | 08,6 | 5,8 | 0,1    |
|                             | Københavns Storkreds       | 19,0 | 7,5 | 5,0 | 1,7  | 11,5 | 8,4 | 0,2  | 09,4 | 1,6 | 2,2  | 08,4 | 01,8 | 13,8 | 9,4 | 0,2    |
| Københavns Omegns Storkreds | 27,6                       | 5,1  | 7,2 | 2,9 | 09,5 | 8,0  | 0,4 | 10,8 | 3,7  | 2,3 | 10,2 | 03,8 | 05,4 | 3,0  | 0,1 |        |
| Nordsjællands Storkreds     | 23,9                       | 4,9  | 7,7 | 3,9 | 07,8 | 9,4  | 0,3 | 11,8 | 2,6  | 0,6 | 14,7 | 04,8 | 04,2 | 3,3  | 0,1 |        |
| Bornholms Storkreds         | 35,3                       | 1,0  | 3,7 | 2,1 | 06,4 | 3,6  | 2,0 | 06,1 | 6,3  | 0,2 | 18,7 | 06,4 | 05,2 | 2,7  | 0,2 |        |
| Sjælland-Syddanmark         | Sjælland-Syddanmark        | 30,2 | 2,5 | 4,8 | 4,8  | 08,0 | 6,9 | 0,4  | 10,1 | 3,4 | 0,6  | 13,7 | 09,2 | 03,3 | 2,0 | 0,1    |
|                             | Sjællands Storkreds        | 30,3 | 2,4 | 4,5 | 4,4  | 09,8 | 6,6 | 0,2  | 10,8 | 4,3 | 0,5  | 12,6 | 08,1 | 03,3 | 1,9 | 0,2    |
| Fyns Storkreds              | 32,5                       | 3,0  | 5,2 | 3,5 | 08,2 | 6,4  | 0,4 | 09,9 | 2,6  | 0,9 | 11,8 | 08,2 | 04,7 | 2,7  | 0,1 |        |
| Sydjyllands Storkreds       | 28,4                       | 2,3  | 4,8 | 6,2 | 05,8 | 7,6  | 0,7 | 09,3 | 2,8  | 0,4 | 16,5 | 11,3 | 02,4 | 1,4  | 0,1 |        |
| Midtjylland-Nordjylland     | Midtjylland-Nordjylland    | 28,6 | 3,2 | 5,5 | 3,4  | 07,2 | 8,4 | 0,8  | 07,4 | 2,0 | 0,5  | 15,1 | 11,3 | 03,9 | 2,6 | 0,1    |
|                             | Østjyllands Storkreds      | 26,8 | 4,6 | 4,7 | 3,5  | 09,0 | 9,8 | 0,5  | 08,7 | 2,0 | 0,8  | 13,1 | 07,0 | 05,7 | 3,8 | 0,1    |
| Vestjyllands Storkreds      | 25,3                       | 1,9  | 8,1 | 3,1 | 06,4 | 7,8  | 1,5 | 06,8 | 2,0  | 0,2 | 19,4 | 13,6 | 02,3 | 1,5  | 0,1 |        |
| Nordjyllands Storkreds      | 34,0                       | 2,4  | 4,4 | 3,5 | 05,7 | 7,1  | 0,4 | 06,3 | 1,9  | 0,3 | 14,0 | 15,2 | 03,0 | 1,9  | 0,1 |        |

#### Mandatszuteilung
Die folgende Tabelle zeigt die Zahl der Wahlkreismandate, die in den jeweiligen Wahlkreisen zugeteilt wurden. In Klammern angegeben ist zudem die Zahl der Ausgleichsmandate, die zusätzlich an Kandidaten aus dem Wahlkreis fielen.
| Großwahlkreis               | Gesamt | A   | B     | C     | D     | F     | I     | M     | O     | V     | Æ     | Ø     | Å     |
| --------------------------- | ------ | --- | ----- | ----- | ----- | ----- | ----- | ----- | ----- | ----- | ----- | ----- | ----- |
| Københavns Storkreds        | 17 (3) | 4 — | 1 —   | 1 —   | 0 —   | 2 (1) | 1 (1) | 2 —   | 0 —   | 1 (1) | 0 —   | 3 —   | 2 —   |
| Københavns Omegns Storkreds | 11 (4) | 5 — | 0 (1) | 1 —   | 0 —   | 1 —   | 1 —   | 2 —   | 0 (1) | 1 —   | 0 (1) | 0 (1) | 0 —   |
| Nordsjællands Storkreds     | 10 (4) | 4 — | 0 (1) | 1 —   | 0 (1) | 1 —   | 1 —   | 1 —   | 0 —   | 2 —   | 0 (1) | 0 —   | 0 (1) |
| Bornholms Storkreds         | 2      | 1   | 0     | 0     | 0     | 0     | 0     | 0     | 0     | 1     | 0     | 0     | 0     |
| Sjællands Storkreds         | 20 (6) | 7 — | 0 (1) | 1 —   | 1 —   | 2 (1) | 1 (1) | 2 (1) | 1 —   | 3 —   | 2 —   | 0 (1) | 0 (1) |
| Fyns Storkreds              | 12 (4) | 6 — | 0 —   | 0 (1) | 0 (1) | 1 —   | 1 —   | 1 —   | 0 (1) | 2 —   | 1 —   | 0 (1) | 0 —   |
| Sydjyllands Storkreds       | 17 (5) | 6 — | 0 (1) | 1 —   | 1 —   | 1 —   | 1 (1) | 2 —   | 0 (1) | 3 —   | 2 (1) | 0 (1) | 0 —   |
| Østjyllands Storkreds       | 18 (7) | 6 — | 1 —   | 1 —   | 0 (1) | 2 (1) | 2 (1) | 1 (2) | 0 (1) | 3 —   | 1 —   | 1 —   | 0 (1) |
| Vestjyllands Storkreds      | 13 (1) | 4 — | 0 —   | 1 (1) | 0 —   | 1 —   | 1 —   | 1 —   | 0 —   | 3 —   | 2 —   | 0 —   | 0 —   |
| Nordjyllands Storkreds      | 15 (6) | 7 — | 0 (1) | 0 (1) | 0 (1) | 1 —   | 1 —   | 1 —   | 0 —   | 2 (1) | 3 —   | 0 (1) | 0 (1) |

### Grönland
Da die Suleqatigiissitsisut bei der Parlamentswahl in Grönland 2021 nicht ins Inatsisartut gewählt wurde, musste ihre Vorsitzende Tillie Martinussen als Einzelkandidatin antreten.
Mehrere der grönländischen Parteien ließen sich nicht sicher einem der beiden Blöcke zurechnen und haben keine Aussage über ihren favorisierten Staatsministerkandidaten getroffen.
Beide Kandidatinnen der Siumut und der Inuit Ataqatigiit wurden wiedergewählt.
| Partei                     | Partei                                | Partei                                | Stimmen | Stimmen | Stimmen | Mandate | Mandate | Listenerstplatziert   |
| Partei                     | Partei                                | Partei                                | Anzahl  | %       | +/−     | Anzahl  | +/−     | Listenerstplatziert   |
| -------------------------- | ------------------------------------- | ------------------------------------- | ------- | ------- | ------- | ------- | ------- | --------------------- |
|                            | Siumut                                | S                                     | 7.438   | 37,6 %  | +8,2 %  | 1       | ±0      | Aki-Matilda Høegh-Dam |
|                            | Inuit Ataqatigiit                     | IA                                    | 4.844   | 24,6 %  | −8,8 %  | 1       | ±0      | Aaja Chemnitz         |
|                            | Demokraatit                           | D                                     | 3.654   | 18,5 %  | +7,5 %  | 0       | ±0      | Anna Wangenheim       |
|                            | Naleraq                               | N                                     | 2.416   | 12,2 %  | +4,6 %  | 0       | ±0      | Hans Enoksen          |
|                            | Atassut                               | A                                     | 728     | 03,6 %  | −1,7 %  | 0       | ±0      | Arnánguaĸ Jeremiassen |
|                            | Tillie Martinussen (Einzelkandidatin) | Tillie Martinussen (Einzelkandidatin) | 176     | 00,9 %  | neu     | 0       | ±0      | —                     |
| Gültige Stimmen            | Gültige Stimmen                       | Gültige Stimmen                       | 19.256  | 100,0 % | —       | 2       | —       | —                     |
| Leere Stimmzettel          | Leere Stimmzettel                     | Leere Stimmzettel                     | 285     | 001,5 % |         |         |         |                       |
| Ungültige Stimmen          | Ungültige Stimmen                     | Ungültige Stimmen                     | 192     | 001,0 % |         |         |         |                       |
| Abgegebene Stimmen         | Abgegebene Stimmen                    | Abgegebene Stimmen                    | 19.733  | 047,8 % |         |         |         |                       |
| Wahlberechtigte            | Wahlberechtigte                       | Wahlberechtigte                       | 41.305  |         |         |         |         |                       |
|                            |                                       |                                       |         |         |         |         |         |                       |
| Quelle: Danmarks Statistik |                                       |                                       |         |         |         |         |         |                       |

### Färöer
Die zwei Mandate, die durch die Wahl auf den Färöern besetzt werden, werden nach dem D’Hondt-Verfahren verteilt. Gewählt wurde je ein Kandidat des Sambandsflokkurin und des Javnaðarflokkurin.
| Partei                     | Partei             | Liste              | Stimmen | Stimmen | Stimmen | Mandate | Mandate | Listenerstplatziert |
| Partei                     | Partei             | Liste              | Anzahl  | %       | +/−     | Anzahl  | +/−     | Listenerstplatziert |
| -------------------------- | ------------------ | ------------------ | ------- | ------- | ------- | ------- | ------- | ------------------- |
|                            | Sambandsflokkurin  | B                  | 8.205   | 30,2 %  | +1,5 %  | 1       | ±0      | Anna Falkenberg     |
|                            | Javnaðarflokkurin  | C                  | 7.672   | 28,2 %  | +2,3 %  | 1       | ±0      | Sjúrður Skaale      |
|                            | Tjóðveldi          | E                  | 4.933   | 18,1 %  | −0,7 %  | 0       | ±0      | Bjørt Samuelsen     |
|                            | Fólkaflokkurin     | A                  | 4.210   | 15,5 %  | −8,6 %  | 0       | ±0      | Jógvan á Lakjuni    |
|                            | Miðflokkurin       | H                  | 1.217   | 04,5 %  | +4,5 %  | 0       | ±0      | Jenis av Rana       |
|                            | Framsókn           | F                  | 936     | 03,4 %  | +1,0 %  | 0       | ±0      | Bjarni K. Petersen  |
| Gültige Stimmen            | Gültige Stimmen    | Gültige Stimmen    | 27.173  | 100,0 % | —       | 2       | —       | —                   |
| Leere Stimmzettel          | Leere Stimmzettel  | Leere Stimmzettel  | 145     | 000,5 % |         |         |         |                     |
| Ungültige Stimmen          | Ungültige Stimmen  | Ungültige Stimmen  | 56      | 000,3 % |         |         |         |                     |
| Abgegebene Stimmen         | Abgegebene Stimmen | Abgegebene Stimmen | 27.374  | 071,3 % |         |         |         |                     |
| Wahlberechtigte            | Wahlberechtigte    | Wahlberechtigte    | 38.393  |         |         |         |         |                     |
|                            |                    |                    |         |         |         |         |         |                     |
| Quelle: Danmarks Statistik |                    |                    |         |         |         |         |         |                     |

## Nach der Wahl
Am 23. November gaben die Enhedsliste und Alternativet bekannt, dass sie die Regierungsverhandlungen verlassen haben, wodurch die Zahl der Verhandlungsparteien auf acht sank: die Socialdemokraterne, Venstre, die Moderaterne, die Socialistisk Folkeparti, die Liberal Alliance, die Konservativen, die Radikale Venstre und die Dansk Folkeparti. Die Danmarksdemokraterne und die Nye Borgerlige hatten zuvor die Verhandlungen verlassen. Am 3. Dezember beendeten die Konservativen die Verhandlungen und reduzierten die Zahl der Verhandlungsparteien auf sieben. Mette Frederiksen gab am 14. Dezember 2022 bekannt, dass sich die Sozialdemokraten, Venstre und Moderaterne auf eine gemeinsame Regierung geeinigt haben und am Donnerstag, den 15. Dezember 2022, diese Regierung vorstellen werden.